# Otto August Strandman

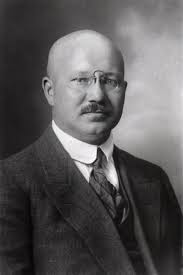
Otto Strandman (Aufnahme um 1910/1920)

Otto August Strandman (* 18. Novemberjul. / 30. November 1875greg. im Dorf Vandu, damals Gemeinde  Undla, Kreis Viru; † 5. Februar 1941 in Kadrina) war ein estnischer Politiker und Diplomat. Er war mehrmals Parlamentspräsident, Minister sowie zweifacher Regierungschef der Republik Estland. 

## Leben und Politik
Nach dem Abitur in Tallinn arbeitete Strandman zunächst im Tallinner Büro der russischen Staatsbank, bevor er von 1899 bis 1901 an der Universität von Sankt Petersburg und von 1901 bis 1903 an der Universität Tartu Rechtswissenschaft studierte. Von 1903 bis 1905 war er als Anwalt in Narva und Tallinn tätig. 1904/05 war Strandman Mitglied des Stadtrats von Tallinn.
Seine Teilnahme an der russischen Revolution von 1905 zwang ihn, als Flüchtling in der Schweiz, in Finnland und in anderen europäischen Staaten Zuflucht zu suchen. Nach seiner Rückkehr nach Estland war er von 1909 bis 1917 erneut als Anwalt in Tallinn tätig. 1917/18 war er Vorsitzender des Provisorischen Landtags des Gouvernements Estland (Ajutine Maanõukogu). 1918 wurde er von den kaiserlichen deutschen Besatzungstruppen inhaftiert. 
Nach der Loslösung Estlands von Russland und der Ausrufung der staatlichen Unabhängigkeit war Strandman 1918/19 kurzzeitig Außenminister, später Landwirtschaftsminister der Provisorischen Regierung. Vom 8. Mai bis 18. November 1919 war Strandman in einer Koalitionsregierung Regierungschef und Kriegsminister des neu gegründeten estnischen Staates.
Strandman wurde nach der Ermordung von Jüri Vilms im April 1918 der Kopf der Estnischen Arbeitspartei (Eesti Tööerakond) und später einer der profiliertesten estnischen Politiker der Zwischenkriegszeit: er war langjähriges Mitglied des Parlaments (Riigikogu), Außenminister, Finanzminister und Gerichtsminister. Vom 9. Juli 1929 bis 12. Februar 1931 war er im Kabinett Strandman II, einer Koalitionsregierung, estnischer Regierungschef. Daneben absolvierte er eine diplomatische Karriere. So war er 1928 Vertreter Estlands beim Völkerbund, von 1927 bis 1929 estnischer Gesandter in Polen, der Tschechoslowakei und Rumänien sowie von 1933 bis 1939 estnischer Gesandter in Frankreich, Belgien und beim Heiligen Stuhl. In den Jahren 1938/1939 fungierte er darüber hinaus in zwei Fällen als Ad-hoc-Richter am Ständigen Internationalen Gerichtshof. 1939 kehrte er nach Estland zurück und zog sich wegen seiner schlechten Gesundheit aus dem öffentlichen Leben zurück. 
Im Juni 1940 besetzte die Sowjetunion Estland. Die Zivilbevölkerung wurde terrorisiert und durch Massendeportationen dezimiert; Strandman wurde zunächst nicht behelligt. 
Als er eine Vorladung zum NKWD erhielt, erschoss er sich am 5. Februar 1941 in seinem Haus. 
Otto Strandman war seit dem 20. Februar 1908 verheiratet mit Lydia Hindrikson (1889–1934); die beiden hatten drei Kinder.